# Quaesitosaurus
Quaesitosaurus là một chi khủng long, được Bannikov & Kurzanov vide Kurzanov & Bannikov mô tả khoa học năm 1983.